# Дурутлия
Дурутлия или Дурутли (на македонска литературна норма: Дурутлија) е село в източната част на Северна Македония, община Радовиш.

## География
Селото е разположено в южните склонове на планината Плачковица.

## История
В XIX век Дурутлия е турско село в Радовишка кааза на Османската империя. Според статистиката на Васил Кънчов („Македония. Етнография и статистика“) от 1900 година Дурутли има 50 жители, всички турци.
При избухването на Балканската война в 1912 година един човек от Дургутлу е доброволец в Македоно-одринското опълчение.
След Междусъюзническата война в 1913 година селото попада в Сърбия.
Според Димитър Гаджанов в 1916 година в Дурукьой живеят 68 турци.

## Личности
Родени в Дурутлия
- Алекси Константинов (1890 – ?), македоно-одрински опълченец, 4 рота на 9 велешка дружина[4]